# Squadra malaysiana di Fed Cup
La squadra malaysiana di Fed Cup rappresenta la Malaysia nella Fed Cup, ed è posta sotto l'egida della Lawn Tennis Association of Malaysia.
Essa partecipa alla competizione dal 1989 senza aver mai superato le fasi zonali.
Le malaysiane non hanno preso parte alla Fed Cup 2011, venendo quindi condannate all'ultima categoria della zona Asia/Oceania, il gruppo II nel quale comunque già erano incluse. Infatti l'edizione del 2010 aveva segnato il ritorno delle asiatiche alla competizione dopo 6 anni di assenza.

## Organico 2010
Aggiornato ai match del gruppo II (3-6 febbraio 2010). Fra parentesi il ranking della giocatrice nei giorni della disputa degli incontri.
- Jawairiah Noordin (WTA #)
- Lyn Yee Choo (WTA #)
- Neesha Thirumalaichelvam (WTA #)
- Chin-Bee Khoo (WTA #)

## Ranking ITF
- Il prossimo aggiornamento del ranking è previsto per il mese di febbraio 2012.

| Malaysia nel Ranking ITF (aggiornata al 7 novembre 2011) |               |        |                            |
| Pos                                                      | Squadra       | Punti  | Gruppo                     |
| 74                                                       | Turkmenistan  | 181.00 | Gruppo II - Asia/Oceania   |
| 75                                                       | Tunisia       | 150.00 | Gruppo III - Europa/Africa |
| 76                                                       | Montenegro    | 128.00 | Gruppo II - Europa/Africa  |
| 77                                                       | Malaysia      | 116.25 | Gruppo II - Asia/Oceania   |
| 78                                                       | Pakistan      | 113.00 | Gruppo II - Asia/Oceania   |
| 79                                                       | Irlanda       | 105.00 | Gruppo III - Europa/Africa |
| 80                                                       | Liechtenstein | 103.50 | Gruppo III - Europa/Africa |